# Franco Petracchi
Franco Petracchi (Pistoia, 22 settembre 1937) è un contrabbassista e compositore italiano.
Conosciuto maggiormente per aver scritto Tecnica superiore semplificata, molto usato nei conservatori italiani e non. Si è diplomato nel 1958 con summa cum laude al conservatorio Santa Cecilia di Roma, sotto la guida di Guido Battistelli. A lui sono stati dedicati molti brani per contrabbasso solista, come il Concerto di Firmino Sifonia, il Divertimento di Nino Rota, Duetti di Luciano Berio, Lem di Franco Donatoni e molti altri ancora. Nel 1986 forma, insieme con Salvatore Accardo e Rocco Filippini, l'Accademia Stauffer con sede a Cremona.
Ha collaborato con grandi solisti fra i quali: Salvatore Accardo, Bruno Canino, Rocco Filippini, Severino Gazzelloni, Bruno Giuranna, Franco Mezzena, Ruggiero Ricci, Angelo Stefanato.